# Goderich
Goderich è un comune del Canada, situato nella provincia dell'Ontario, nella contea di Huron.